# Panzerzug Bartosz Głowacki
Der Panzerzug Bartosz Głowacki war ein improvisierter polnischer Panzerzug aus der Zeit des Polnisch-Sowjetischen Krieges von 1920 und wurde noch im Zweiten Weltkrieg eingesetzt.

## Geschichte
Im August 1920 wurde in Krakau ein neuer Panzerzug gebaut und aufgestellt. Zur gleichen Zeit rückten die sowjetischen Truppen auf dem Vormarsch nach Warschau. Im Juli 1920 ordnete das polnische Hauptquartier den schnellen Bau von sechs neuen Panzerzügen an, um den Verlust von Einheiten zu kompensieren. Das Kierownictwo Budowy Pociągów Pancernych (kurz: KBPP, deutsch: Baumanagement für Panzerzüge) in Krakau stellte zu dieser Zeit bereits zwei neue Panzerzüge auf. Zum einen den Panzerzug Śmierć und zum anderen den Panzerzug Bartosz Głowacki. Dieser erhielt, nach dem der Panzerzug Generał Dowbor verloren ging, die Nummer 20 und wurde als Pociąg Pancerny 20 „Bartosz Głowacki“ (kurz: P.P. 20 „Bartosz Głowacki“) gelistet.
Den Namen erhielt der Panzerzug zu Ehren eines polnischen Nationalhelden. Wojciech Bartos (1758 – 1794) war ein einfacher Bauer, der während des Kościuszko-Aufstands im Jahr 1794 bei der Schlacht bei Racławice einen Angriff mit Sensenmännern auf russische Kanonen anführte. Für diese Tapferkeit beförderte ihn der Kommandeur Tadeusz Kościuszko zum Offizier und verlieh ihm den Adelsnamen Głowacki.

## Technische Daten

### Lokomotiven

#### 1920 – 1924

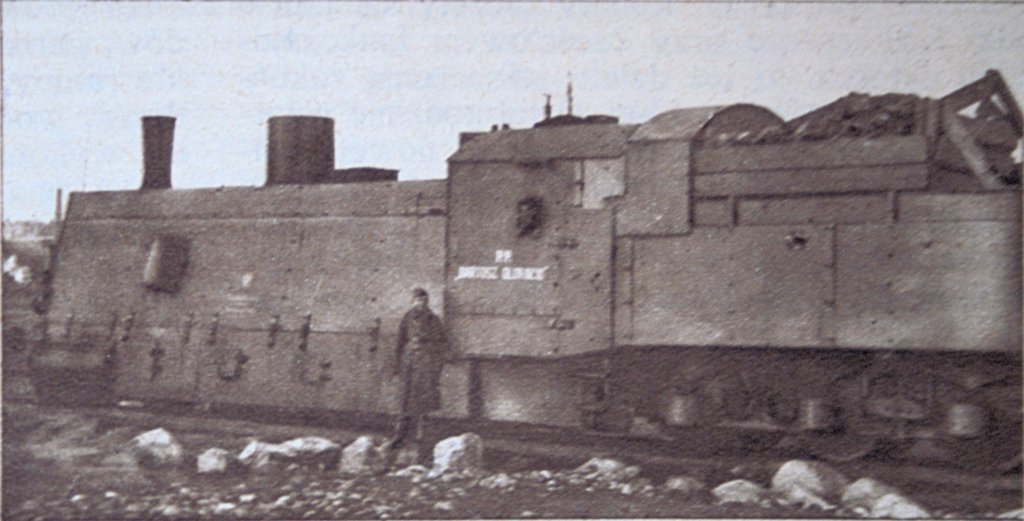
Die Panzerzuglokomotive der Baureihe pr. G7^{1} (1920)

Die erste Lokomotive des Zuges war eine Preußische G 7.1. Diese wurde erstmals in den Eisenbahnwerkstätten bei Warschau vollständig gepanzert. Die Dampflokomotive wurde 1907 in den Schichau-Werken mit der Seriennummer 1592 hergestellt. Zwischen 1907 und 1918 wurde die Lokomotive bei den preußischen Staatseisenbahnen mit der Betriebsnummer Breslau 4460 eingesetzt und erhielt nach dem Ersten Weltkrieg und der Übergabe an Polen die Bezeichnung Tp1-?. Die genauere polnische Bezeichnung konnte nicht ermittelt werden.

#### 1930 – 1939

Ungepanzerte Lokomotive vom Typ Preußische G 5.3

Ab 1930 wurde die Standard-Panzerzuglokomotive der Baureihe Ti3 verwendet, die als Preußische G 5.3 gebaut wurde. Diese Dampflokomotiven wurden in Polen komplett gepanzert. Die beim Panzerzug genutzte Lokomotive wurde 1904 bei der Berliner Maschinenbau AG (kurz: BMAG) mit der Seriennummer 3372 hergestellt. Der verwendete Tender der Bauart pr. 3 T12 (poln. 12C1) hatte die Seriennummer 478. Zwischen 1904 und 1918 wurde die Lokomotive bei den preußischen Staatseisenbahnen mit der Betriebsnummer Posen 4015 eingesetzt und erhielt nach dem Ersten Weltkrieg und der Übergabe an Polen die Betriebsnummer Ti3-10.
Auf dem Tender befand sich ein kleiner Kommandoturm. Dieser erhielt ein Kurzstreckenfunkgerät RKB/C, welches zur Kontaktaufnahme mit dem Draisinenzug diente. Eine Gegensprechanlage ermöglichte zudem den Kontakt mit den einzelnen Wagen.

### Artilleriewagen
Die ersten Artilleriewagen des Panzerzuges Bartosz Głowacki waren zwei offene Güterwagen vom Typ Omku mit den Seriennummern Omku 66 293 und Omku 103 250. Diese wurden mit Stahlplatten gepanzert, erhielten ein gepanzertes Dach mit einem zentralen Geschützturm auf dem Dach. Damit konnte die Besatzung in einem Winkel von 360° feuern. Als Bewaffnung dienten jeweils eine 7,62-cm-Feldkanone Putilov M.1902. Während des Krieges gegen sowjetische Truppen wurden die Kanonen der beiden Wagen beschädigt und repariert. Anfang der 1930er Jahre wurden die beiden Wagen modernisiert und die Bewaffnung standardisiert. Die Geschütztürme erhielten 7,5-cm-Feldkanonen 1902/26 und je vier schwere 7,92-mm-Maschinengewehre 08. Nach der Demobilisierung und Einlagerung der Züge im Winter 1923 wurden beide Artilleriewagen auf dem Papier neu nummeriert. Einer erhielt die Nummer 398 624 und wurde dem Panzerzug Śmierć zugeordnet. Der andere erhielt die Nummer 398 625 und gehörte dann zum Panzerzug Generał Sosnkowski.
Bis ins Jahr 1930 wurden beide Artilleriewagen modernisiert. Dabei wurden Seitentüren entfernt, vier Maschinengewehr-Scharten hinzugefügt und die Bewaffnung durch 7,5-cm-Felkanonen 1902/26 verbessert. Bei der letzten Reorganisation wurden die Wagen allerdings in die Reserve abgezogen. Nachdem die Wagen 1939 bei einem Trainingspanzerzug der 2. Panzerzugeinheit eingesetzt und bei einem Eisenbahnstau bei Jarosław beschädigt und erbeutet wurden, setzte die Wehrmacht die Wagen erneut ein. Beide Wagen wurden repariert und beim Panzerzug 21 und Panzerzug 22 wieder eingesetzt.
Der dritte Artilleriewagen war ein Flachwagen mit einer drehbaren und geschützten Geschützhalterung. Auch dieser war mit einer 7,62-cm-Feldkanone Putilov M.1902 ausgerüstet. Die Seriennummer dieses Wagens war Württemberg RM 45 924. Dieser Wagen wurden am 20. September 1920 schwer beschädigt und aus dem Panzerzug entfernt.
Im Jahr 1921 erhielt der Panzerzug zwei weitere Artilleriewagen vom Typ Warschau und basierten auf zweiachsige sowjetische Flachwagen. Beide Wagen stammten vom ehemaligen Panzerzug Hallerczyk und waren mit österreichischen 8-cm-Kasemattengeschützen vom Typ M.94 ausgerüstet. Diese Wagen hatten die Seriennummern 630 728 und 630 729. Ab 1939 besaßen beiden Wagen eine 7,5-cm-Feldkanone 1902/26 in einem zylindrischen Geschützturm am Ende des Wagens. Dieser ließ sich in einem Winkel von 320° drehen. Für die Nahverteidigung gab es an beiden Seiten des Wagens je zwei schwere 7,92-mm-Maschinengewehre 08. Auf dem Dach wurde ein kleiner Turm für ein Flugabwehr-Maschinengewehr 08 aufgebaut mit einem Angriffswinkel von maximal 90° nach oben. Die Munition für die Geschütze betrug 120 Granaten und 3750 Schuss für die Maschinengewehre.
Die Panzerung bestand aus abgerundeten Kesselstahlplatten mit einer Stärke von 20 mm. Im Innenraum waren die Wagen mit Eichenbrettern verkleidet. Der einzige Zugang zu den Waren Türen an der Stirnseite des Wagens, entgegengesetzt zum Geschützturm. Diese konnten mit abklappbaren Seitenschilden verstärkt werden um einen sicheren Übergang zu anderen wagen zu ermöglichen. Die Besatzung der Wagens mit einer Länge von 11,6 m betrug 20 Soldaten.

### Sturmwagen
Der Sturmwagen des Panzerzuges war für den Transport eines Infanterie-Sturmzuges vorgesehen. Die ersten Sturmwagen des Panzerzuges waren hölzerne Güterwagen, die mit Schießscharten für Gewehre und Maschinengewehre versehen wurden. Auf dem Dach wurden kleinere Türme zur Beobachtung und für ein Maschinengewehr montiert. Die Panzerung bestand im Innenbereich aus Beton oder Sandsäcken, welche zusätzlich mit Holz verkleidet wurden. Ein besonderer Sturmwagen trug einen 60 cm großen, österreichischen Suchscheinwerfer. Dieser wurde in Krakau mit einer Stahlblechpanzerung versehen und auf dem Dach eines Sturmwagen montiert. Dieser umgebaute Güterwagen trug ursprünglich die Seriennummer Essen Ommku 248 025.
Anfang 1930 erhielt der Panzerzug den Sturmwagen mit der Seriennummer 630 726. Dieser Wagen war, die auch die zwei neuen Artilleriewagen, auf einem sowjetischen, zweiachsigen Flachwagen aufgebaut worden. Auch hier bestand die Panzerung aus Kesselstahlplatten mit einer Stärke von 20 mm. Zutritt zu diesem Wagen erlangte man durch eine zweiflügelige Tür an einer Seite oder Türen an den Stirnseiten des Wagens. Auch hier konnten abklappbaren Seitenschilde für einen sicheren Übergang zu anderen Wagen genutzt werden. Die Bewaffnung bestand aus vier schweren 7,92-mm-Maschinengewehren 08, zwei auf jeder Seite. Für die vier Maschinengewehre wurden 3.750 Schuss Munition mitgeführt. Der Sturmzug der Infanterie bestand aus einem Offizier, sieben Unteroffizieren und 24 Mannschaftssoldaten. Die Offiziere waren mit Pistolen, die Mannschaftssoldaten mit Gewehren, Maschinengewehren und Handgranaten ausgerüstet. Neben den 32 Mann des Sturmzuges gab es noch acht Mann als feste Besatzung des Wagens, welche Funker und Sanitäter waren.
Zur Ausrüstung des Funkgerätes gehörte ein Langstreckenfunkgerät RKD/P mit einer Reichweite von bis zu 100 km. Diese war in einer separaten Funkkabine in der Mitte des Wagens untergebracht. Zum Betreiben des Funkgerätes gab es einen eigenständigen Stromgenerator, Batterien und eine große Rahmenantenne auf dem Dach.
Nachdem dieser Wagen 1941 von deutschen Truppen in Lviv erbeutet wurde, nutzten sie ihn im Panzerzug 10a weiter.

### Abstoßwagen
Von Beginn an verfügte der Panzerzug über zwei Flachwagen, die als Abstoßwagen genutzt wurden. Diese wurden an beiden Enden des Zuges angekoppelt und dienten dazu, den Panzerzug vor Minen oder Entgleisung zu schützen und Gefahren vor den wichtigen Wagen zu beseitigen. Zusätzlich dienten sie zum Transport von Material wie Schienen, Schwellen, Fahrrädern oder sonstigem Gütern. Die Seriennummern dieser beiden Wagen waren Danzig S 58 586 und Saarbrücken SL 25 536.
Ab 1930 wurden diese Flachwagen durch vom solche vom Typ Pdks VIII C mit einem Eigengewicht von 10 t und einer Länge von 17,5 m ausgetauscht.

## Einsatz

### Polnisch-Sowjetischer Krieg
Am 30. August 1920 wurde der Panzerzug Bartosz Głowacki in Krakau feierlich eingeweiht und offiziell in Dienst gestellt. Am nächsten Tag wurde der Panzerzug nach Warschau verlegt um am 2. September direkt an die Front verlegt zu werden. Dort wurde er der Panzerzugeinheit der 15. polnischen Infanteriedivision der 4. Armee zugeteilt, genau wie der Panzerzug Wilk. Ab dem 10. September operierte der Panzerzug auf der Bahnstrecke zwischen Czeremcha und Brześć Litewski sowie im Gebiet von Hajnówka. Dabei kam es zu keinerlei Kampfhandlungen. Erst am 18. und 19. September geriet der Panzerzug unter feindliches Feuer, worauf zwei Geschütze beschädigt wurden. Am 20. September kam es zu einem weiteren Beschuss, bei dem das dritte Geschütz explodierte und ein Besatzungsmitglied ums Leben kam. Trotzdem gelang es den polnischen Truppen, mit Hilfe des beschädigten Panzerzuges, die Stadt Swislatsch zu erobern.
Um die beschädigte Ausrüstung zu kompensieren, wurden Feldgeschütze ausgeliehen und auf den Flachwagen verwendet. Nur kurze Zeit später wurde der Panzerzug bei der Schlacht am Njemen eingesetzt und unterstützte dabei den Angriff der Gruppe von General Jung auf die Stadt Volkovysk, welche am 23. September erobert werden konnte. Noch am gleichen Tag unterstützte der Panzerzug das 62. polnische Infanterieregiment bei der Eroberung des Dorfes Polonka in der Nähe von Swislatsch. In der Nacht vom 24. auf den 25. September sicherten die Panzerzüge Wilk und Bartosz Głowacki den Rückzug polnischer Truppen aus Volkovysk. Als im November 1920 der Waffenstillstand unterzeichnet wurde, stellte man den Panzerzug unter das Kommando der 2. Armee und stationierte ihn bis zum Sommer 1921 in Lida.

### Zwischenkriegszeit
Nach dem Krieg wurde der Panzerzug Bartosz Głowacki als einer von zwölf Panzerzügen weiter eingesetzt und die Ausrüstung wurde modernisiert. Im Winter von 1923 auch 1924 wurde der Panzerzug demobilisiert und zusammen mit fast allen anderen polnischen Panzerzügen eingelagert. Dieser Zustand blieb bis ins Jahr
Der sich noch in der Reserve befindlicher Panzerzug erhielt 1925 die neue Nummer 10 und wurde, zusammen mit dem Panzerzug Pierwszy Marszałek der 5. Panzerzugdivision in Krakau zugeteilt. Im Falle einer Mobilisierung sollte der Panzerzug Bartosz Głowacki mit einem Artilleriewagen vom Typ Warschau (673 025) und einem Artilleriewagen mit zwei Geschütztürmen des sowjetischen Typs Krasnoje Sormovo (460 022) ausgestattet werden. Die Lokomotive sollte eine Tp15-177 werden, die vorher bei den Panzerzügen Odsiecz II und Generał Iwaszkiewicz zum Einsatz kam. Ein Sturmwagen wurde dem Panzerzug nicht zugeteilt. Aktiv umgesetzt wurden diese Planungen nicht.
Im Jahr 1930 wurde dann die endgültige Zusammensetzung der polnischen Panzerzüge festgelegt. Dabei wurde der Panzerzug Bartosz Głowacki mit zwei Artilleriewagen vom Typ Warschau mit einem Geschützturm und einem Sturmwagen ausgestattet. Die Panzerzuglokomotive wurde die Ti3-10. Ab da an wurde der Panzerzug der 2. Panzerzugdivision in Niepołomice bei Krakau zugeteilt. Am 23. August 1939 wurde der Panzerzug Bartosz Głowacki mobilisiert und erhielt nun die Nummer 55. Fortan lief er unter der Bezeichnung P.P. 55. Am 27. August verlegte der Panzerzug von Krakau nach Tłuszcz und blieb bis zum 3. September vor Ort.

### Zweiter Weltkrieg

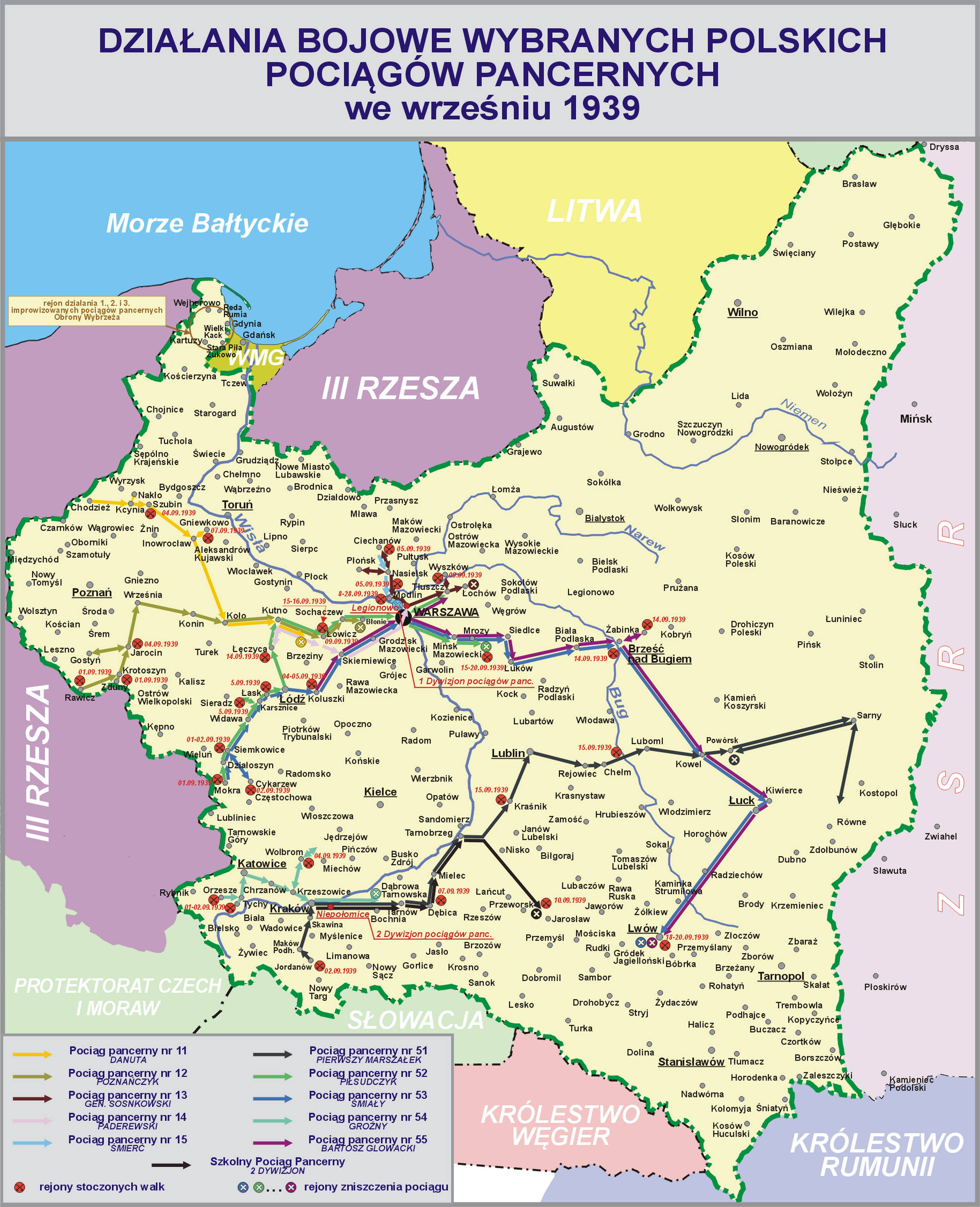
Kampfhandlungen ausgewählter polnischer Panzerzüge im September 1939

Nachdem die Wehrmacht in Polen einmarschierte, wurde der Bahnhof von Tłuszcz am 2. September von einem Luftangriff überrascht. Dennoch gab es keine Schäden oder Verluste unter den polnischen Truppen. Zeitgleich wurde der Panzerzug der Reservearmee Prusy zugeteilt. Am 5. September befand sich der Panzerzug Bartosz Głowacki am Bahnhof von Koluszki und traf dort auf den Panzerzug Śmiały.
Am Abend des gleichen Tages begannen polnische Einheiten in diesem Frontbereich mit dem Rückzug. Am Morgen des 6. September fuhren auch die beiden Panzerzüge von Koluszki nach Skierniewice. Die Schäden an den Gleisen verhinderten allerdings die für den 7. September geplante Aufklärung auf der Strecke von Skierniewice nach Łowicz. Am 8. September patrouillierten die zwei Panzerzüge stattdessen auf dem Abschnitt zwischen Skierniewice und Żyrardów und fuhren dann über Warschau nach Mińsk Mazowiecki. In Minsk erhielt man den Befehl, nach Siedlce zu fahren, wo die Züge am 10. September eintrafen. Aufgrund der Bedrohung der Stadt fuhren die Züge in der Nacht vom 10. auf den 11. September weiter nach Łuków. Dort fand die Besatzung des Panzerzug Bartosz Głowacki ein verlassenes 40-mm-Bofors-36-Flakgeschütz und stellten dieses auf einen der Abstoßwagen. Doch am 12. September war auch Łuków bedroht und die Züge zogen sich weiter nach Międzyrzec Podlaski zurück. Unterwegs erhielten sie den Befehl, nach Brześć nad Bugiem zu fahren, wo sie am 14. September eintrafen. Am selben Tag näherte sich das deutsche XIX. Armeekorps der Stadt.
Dort wurde der Besatzung gemeldet, dass Aufklärungseinheiten der 3. Panzerdivision bereits in der Nähe seinen. Vier Tanketten des Draisinenzuges wurden von den Draisinen entfernt und nach Süden zu einer Brücke über den Muchawez geschickt. Dort standen bereits deutsche Truppen und nahmen die anrückenden Tanketten unter Beschuss. Drei wurden dabei zerstört, die Besatzungen konnten sich aber unverletzt zurückziehen. Danach versuchte der Infanterie-Sturmzug die Brücke zu nehmen, was aber durch starkes Maschinengewehrfeuer unterbunden wurde. Erst der Einsatz der Artilleriewagen zwang die deutschen Truppen zu einem Rückzug. Aus einem Bericht des deutschen Unteroffizier Pretschner hieß es:

„Bei der Verfolgung zweier feindlichen Panzer fuhr unsere Abteilung in Zhabinka ein. ... Dort, auch einem Bahnübergang, den wir vor einer Stunde ohne Probleme passiert hatten, stand ein Panzerzug. Vom letzten Wagen aus zielten polnische Kanonenschützen auf unsere Fahrzeuge. Der Kommandant schätzte die Situtation schnell ein und rief so laut er konnte. Schnellstmöglich hielten wir an und legten den Rückwärtsgang ein. Ich höchster Geschwindigkeit fuhren wir zurück, was unser Glück war. Das erste Geschoss flog über unsere Köpfe hinweg und landete irgendwo im Dorf. ...“

Am Nachmittag besetzte die Wehrmacht den Hauptbahnhof von Brześć und den Zügen wurde befohlen, sich nach Süden in Richtung Kowel zurückzuziehen. Am 15. September trafen die Panzerzüge dort ein. Einen Tag später, am 16. September wurden die Züge nach Łuck zurückbeordert. Am 17. September drangen Informationen durch, dass die Rote Armee ebenfalls in Polen einmarschieren würde. Aufgrund dessen beschlossen die Zugkommandanten nach Lwòw durchzubrechen. Man nutzte die Strecke über Łuck und Sienkiewiczówka und am 18. September trafen die Züge in Stojanów in der Region Lwòw ein. Der Panzerzug Bartosz Głowacki operierte noch am gleichen Tag im nordwestlichen Abschnitt. Am 19. September unterstützte der Panzerzug ein polnisches Bataillon der 35. Infanteriedivision bei einem Ausfall von Lwów nach Holosko und weiter zum Hügel 374. Dort sollten sie wieder Kontakt mit der heranrückenden Armee von General Sosnkowski aufnehmen. Bei diesem Gefecht geriet der Panzerzug unter Artilleriebeschuss der 1. deutschen Gebirgsdivision und wurde dabei beschädigt. Da die Lokomotive schwer beschädigt wurde und nicht mehr fahrtüchtig war, wurde der Panzerzug durch eine gewöhnliche Dampflokomotive in der Nähe zurückgezogen.
Am 20. September war der Panzerzug wieder einsatzbereit, kam jedoch nicht mehr zum Einsatz. Am 22. September 1939 ergab sich Lwów den sowjetischen Truppen und die beiden Panzerzüge Bartosz Głowacki und Śmiały wurden von diesen erbeutet. Diese reparierten den Zug vollständig und stellten ihn als Panzerzug Bronyepoyezd wieder in Dienst. Im Sommer 1941 wurde dieser bei einem Kampf mit deutschen Panzern auf der Bahnstrecke von Baranavichy nach Pogorelcy beschädigt und außer Gefecht gesetzt. Die Wehrmacht nutzt hier jedoch nur die Dampflokomotive PKP Ti3-10, welche keine Panzerung mehr besaß, und einen Sturmwagen im Panzerzug 10a weiter.

## Zugpersonal
Die gesamte Besatzung des Zuges bestand im September aus acht Offizieren, 37 Unteroffizieren und 97 Mannschaftssoldaten.
- Zugkommandant Leutnant Stanisław Pigoń (August – Oktober 1920)
- Zugkommandant Leutnant Marian Truskolaski (Oktober 1920 – 18. Januar 1921)
- Zugkommandant Hauptmann Andrzej Podgórski (1939)

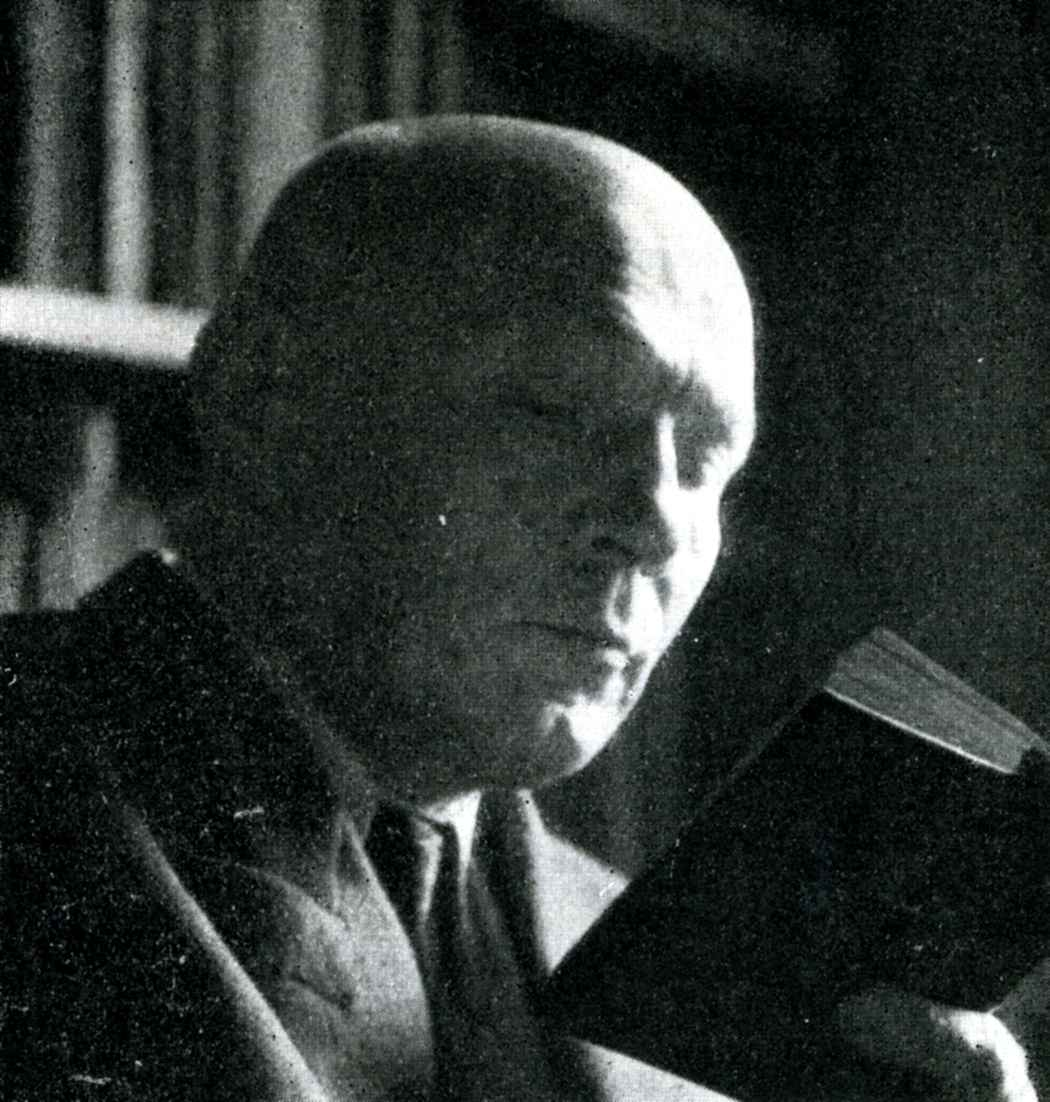
Stanisław Pigoń

## Zugzusammensetzung

### 1920
- 1 × Panzerzuglokomotive Tp1-?
- 2 × gedeckte Artilleriewagen
- 1 × offener Artilleriewagen (Seriennummer: Würtemnberg RM 45 924)
- 1 × Sturmwagen (Betriebsnummer: Altona Grn 10 555)
- 1 × Sturmwagen (Betriebsnummer: Altona Grn 16 760)
- 1 × Sturmwagen mit Suchscheinwerfer (Seriennummer: Essen Ommku 248 025)
- 1 × Abstoßwagen (Betriebsnummer: Danzig S 58 586)
- 1 × Abstoßwagen (Betriebsnummer: Saarbrücken SL 25 536)

### 1930 – 1939
Die hier gezeigte Gliederung wird von vorn nach hinten aufgezeigt.
- 1 × Abstoßwagen
- 1 × Artilleriewagen (Betriebsnummer: 630 729)
- 1 × Sturmwagen (Betriebsnummer: 630 726)
- 1 × Panzerzuglokomotive Ti3-10 mit Tender 12C1 Nummer 478
- 1 × Artilleriewagen (Betriebsnummer: 630 728)
- 1 × Abstoßwagen

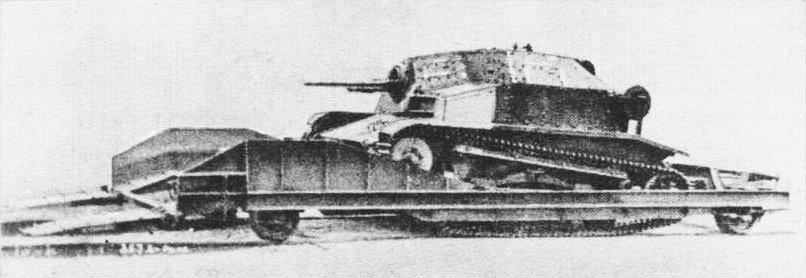
TK-3 auf Schienenfahrgestell

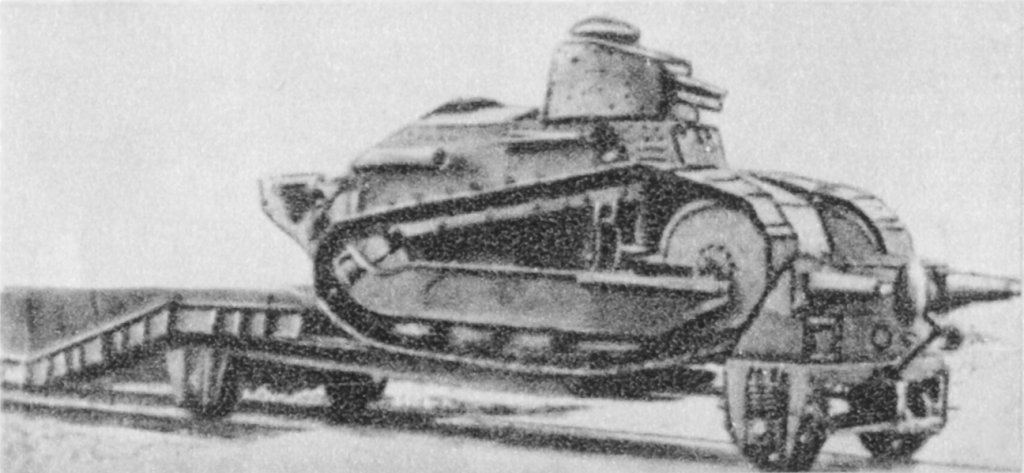
Panzer FT-17 auf Schienenfahrgestell

Zusätzlich verfügte der Panzerzug über
- 1 × Draisinenzug, ausgerüstet mit zwei Panzern vom Typ Renault FT und vier Tanketten vom Typ TK-3
- 1 × ungepanzerter Hilfszug, bestehend aus 28 Wagen:[12]
  - 1 × Lokomotive mit Tender
  - 12 × Personenwagen
  - 1 × Bürowagen
  - 2 × Munitionswagen
  - 1 × Brennstoffwagen
  - 1 × Vorratswgen
  - 1 × Waffenwagen
  - 1 × Sanitätswagen
  - 1 × Küchenwagen
  - 1 × Werkstattwagen
  - 1 × Kohlewagen
  - 1 × Wassertankwagen
  - 5 × Flachwagen